# حارة الكدمة (الكود)
الكدمة هي إحدى حارات حي ناجي بمدينة الكود التابعة لمحافظة أبين، بلغ تعداد سكانها 1497 نسمة حسب تعداد اليمن لعام 2004.